# Odstřelovač: Odvetná zbraň
Odstřelovač: Odvetná zbraň (rusky Снайпер: Оружие возмездия – Snajper: Oružije vozmezdija) je ruský válečný film z roku 2009 režiséra Alexandra Jefremova.

## Děj
Film se dějově dělí na dvě části. První se odehrává v době bojů o Stalingrad (natáčeno v opuštěném továrním komplexu v Minsku), kterých se účastní také jednotka odstřelovačů pod vedením nadporučíka Jašina (Dmitrij Pevcov). Ta je velmi úspěšná, dokud se nestřetne s jednotkou odstřelovačů kapitána Kleista (Joachim Paul Assböck). Do Jašina je zamilována mladá běloruská odstřelovačka Alesja (Alina Andrejevna Sergejeva), ale Kleistovi se podaří ji zastřelit a Jašina zranit podepsanou kulkou.
Po válce se Jašin stane velitelem obsazeného východopruského města. Na místním zámku (natáčeno na Mirském zámku) se najdou části plánů raket V-2. Do města proto přijíždí inženýr Michajlovský (Paweł Deląg) se svou asistentkou (Marija Mironova) a majorem NKVD Osipovem (Sergej Beljajev), aby záležitost prošetřili. Nalezení plánů skutečně není náhoda, v části zámku je ukryta tajná laboratoř nacistického vědce Hamerbola (Vladas Bagdonas) pokračujícího ve vývoji zázračné zbraně. Ochranu mu zajišťují odstřelovači pod Kleistovým velením, což si Jašin uvědomí, když se nalezne Kleistem podepsaná kulka v těle jednoho z vojáků, kteří náhodou odhalili část tajemství a Kleist je musel zastřelit.
Posléze se k tajemství dostane i Michajlovský a Němci jej zajmou. Major Osipov přes Jašinovo varování nařídí prohledat zámek svým vojákům, ale ti jsou zmasakrováni Kleistovými odstřelovači. Jašin pak povolává své staré kolegy odstřelovače a nakonec Kleista zabije, ovšem Jašinovi přátelé v boji také zahynou.

## Obsazení
Obsazení filmu je mezinárodní, významné role hráli ruští a běloruští herci, ale i Polák, Litevec a Němec.
| Herec                                 | Role                                              |
| ------------------------------------- | ------------------------------------------------- |
| Dmitrij Anatoljevič Pevcov            | nadporučík/major Jašin                            |
| Marija Andrejevna Mironova            | Marija Guseva, asistentka inženýra Michajlovského |
| Alina Andrejevna Sergejeva            | Alesja Mikulčiková                                |
| Sergej Vasiljevič Beljajev            | Osipov                                            |
| Hanna Sjarhejeuna Chitryková          | Berta                                             |
| Boris Gergalov                        | Maďa Mikola                                       |
| Pavel Alexandrovič Južakov-Charlančuk | Boris Děrjugin                                    |
| Oksana Nikolajevna Lesnaja            | Marta, matka Kleistovy ženy                       |
| Ivan Ivanovič Mackevič                | generál                                           |
| Paweł Deląg                           | inženýr Michajlovský                              |
| Joachim Paul Assböck                  | kapitán Karl Kleist                               |
| Vladas Bagdonas                       | Otto Hamerbol, německý konstruktér                |